# 小行星7471
小行星7471（英語：7471）是一颗围绕太阳公转的小行星。1991年12月28日，川里信弘在上野原市发现了此天体。
这颗小行星的绝对星等为118.83837等。